# تنسوان
تنسوان یک روستا در ایران است که در۷کیلومتری شهرستان شیروان  بخش مرکزی ودردهستان گلیان واقع شده‌است. تنسوان طبق سرشماری سال95 371 نفر جمعیت دارد.
دهیار روستای تنسوان مهرشاد صابری می باشد
شورای تنسوان سعید حسن زاده